# Guillem Vidal Andreu
Guillem Vidal Andreu (Palma de Mallorca, 1941 - ibídem,  23 de marzo de 2007) fue un abogado y jurista español. Fue presidente del Tribunal Superior de Justicia de Cataluña entre 1994 y 2004.

## Biografía
Nacido en Palma de Mallorca en 1941, en 1963 se licenció en Derecho por la Universidad de Barcelona. Accedió a la judicatura en 1966 y fue destinado a Mahón (1967-70) y, más tarde, a Sabadell (1970-79). Posteriormente, ya magistrado, fue destinado a Palma de Mallorca (1979-86). Fue uno de los fundadores de la asociación Jueces para la Democracia.

## Tribunal Superior de Justicia de Cataluña
Entre 1987 y 1994, ocupó el cargo de presidente de la Audiencia Provincial de Baleares. De 1994 a 2004 fue presidente del Tribunal Superior de Justicia de Cataluña. Fue profesor de la Universidad Autónoma de Barcelona (1973-75), de la Universidad de las Islas Baleares (1992-94) y del Centro Universitario Fundació Sant Pau de Barcelona (1995-99). Formó parte de las comisiones redactoras de la reforma de la Compilación del Derecho Especial de las Baleares (1990) y de las Reglas Mínimas del Proceso Penal (1990). Ha publicado artículos en las revistas especializadas Cuadernos de la Facultad de Derecho y La Ley. El 2003 recibió el premio Ramon Llull y el 2004 el premio Justicia de Cataluña.